# Sphaeropsis conspersa
Sphaeropsis conspersa är en svampart som först beskrevs av Ludwig David von Schweinitz, och fick sitt nu gällande namn av Hans Sydow 1927. Sphaeropsis conspersa ingår i släktet Sphaeropsis, divisionen sporsäcksvampar och riket svampar.   Inga underarter finns listade i Catalogue of Life.